# Whipped!
Whipped! è il terzo album dei Faster Pussycat, uscito nell'agosto 1992 per l'Etichetta discografica Elektra Records.

## Tracce
1. Nonstop to Nowhere (Brandshaw, Downe, Muscat, Stacy, Steele) 6:57
2. The Body Thief (Brandshaw, Downe, Muscat, Stacy, Steele) 4:56
3. Jack the Bastard (Brandshaw, Downe, Muscat, Stacy, Steele) 4:07
4. Big Dictionary (Brandshaw, Downe, Muscat, Stacy, Steele) 2:56
5. Madam Ruby's Love Boutique (Brandshaw, Downe, Muscat, Stacy, Steele) 3:42
6. Only Way Out (Brandshaw, Downe, Muscat, Stacy, Steele) 3:53
7. Maid in Wonderland (Brandshaw, Downe, Muscat, Stacy, Steele) 5:05
8. Friends (Brandshaw, Downe, Muscat, Stacy, Steele) 4:47
9. Cat Bash (Brandshaw, Downe, Muscat, Stacy, Steele) 1:42
10. Loose Booty (Brandshaw, Downe, Muscat, Stacy, Steele) 3:29
11. Mr. Lovedog (Brandshaw, Downe, Muscat, Stacy, Steele) 6:30
12. Out With a Bang  (Brandshaw, Downe, Muscat, Stacy, Steele) 4:39

## Formazione
- Taime Downe - voce
- Greg Steele - chitarra
- Brent Muscat - chitarra
- Eric Stacy - basso
- Brett Bradshaw - batteria

### Altre partecipazioni
- Jimmy Z - armonica, sax, Flute
- Eric Troyer - cori e arrangamenti
- Art Velasco - trombone
- Daniel Fornetro - tromba
- Chuck Kavooras - chitarra nella traccia 8
- Nicky Hopkins - piano nella traccia 8
- Bekka Bramlett - cori
- Lisa Reveen - cori
- Stephanie Weiss - cori
- Pasadena Boys Choir - cori